# 8 de setembro
8 de setembro é o 251.º dia do ano no calendário gregoriano (252.º em anos bissextos). Faltam 114 dias para acabar o ano.

## Eventos históricos

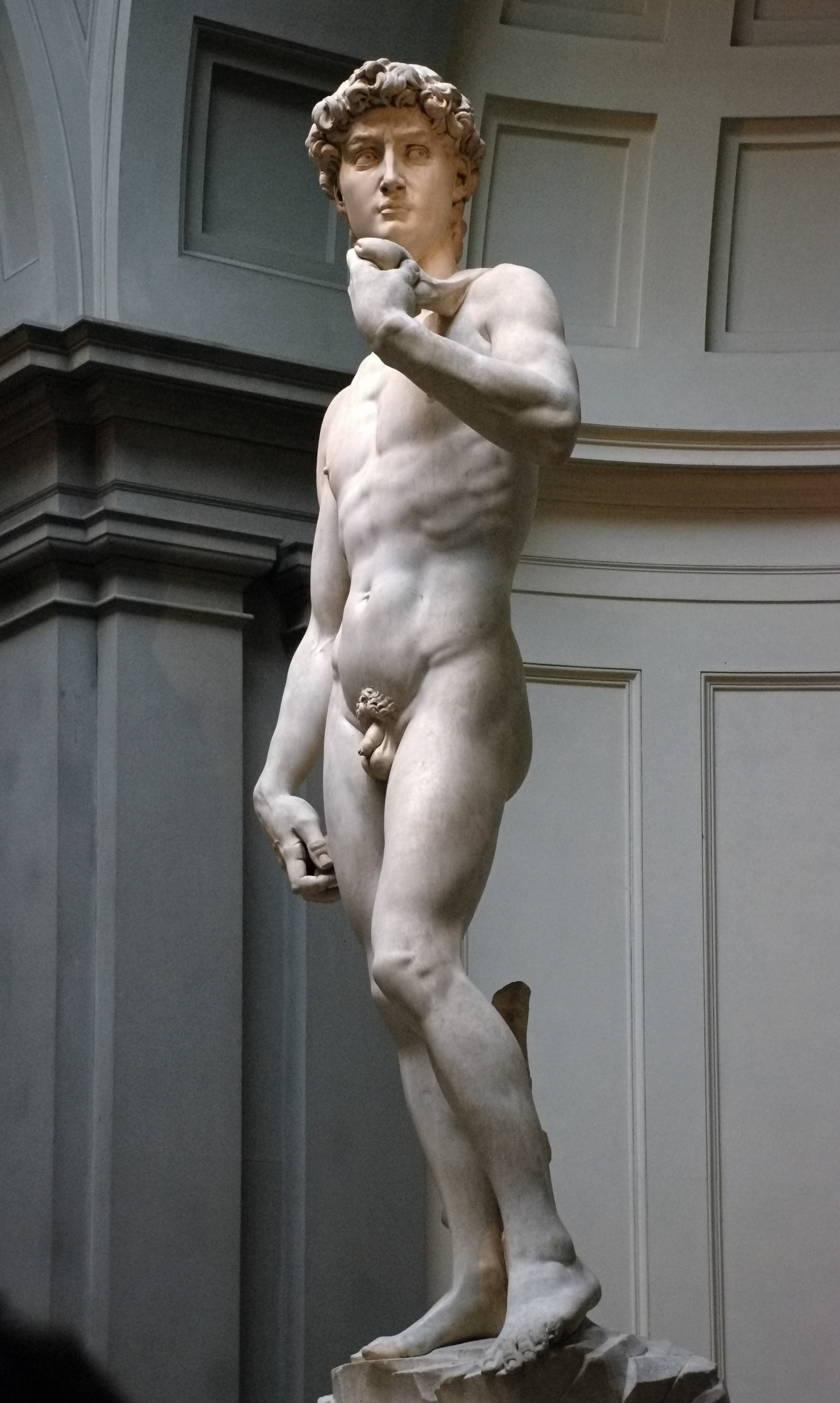
1504: Primeira exibição da estátua David

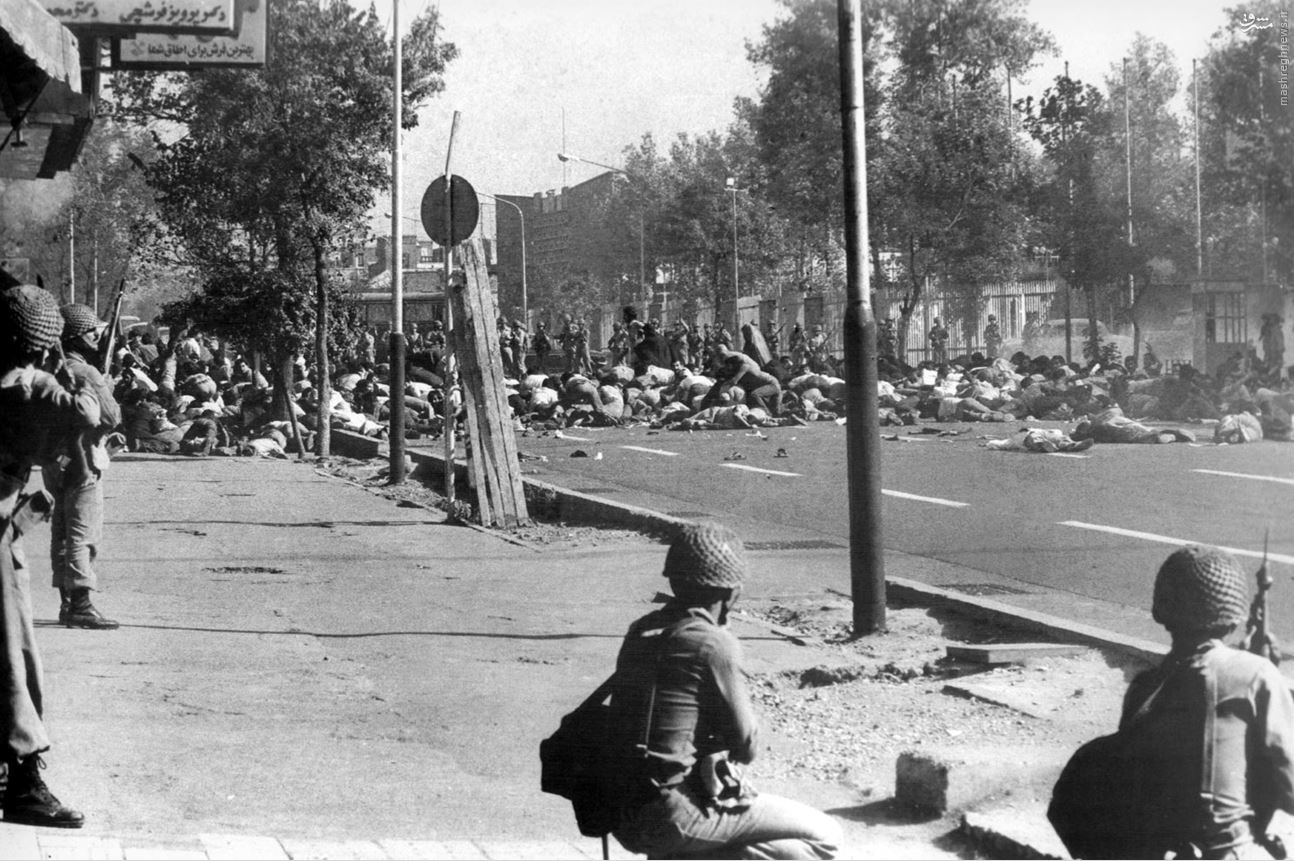
1978: Sexta-feira Negra

- 0780 — Início do reinado de Constantino VI como imperador bizantino.
- 1100 — Eleição do Antipapa Teodorico.
- 1198 — Filipe da Suábia, Príncipe de Hohenstaufen, é coroado Rei da Alemanha (Rei dos Romanos)
- 1253 — O Papa Inocêncio IV canoniza Estanislau de Szczepanów, morto pelo rei Boleslau II.
- 1264 — O Estatuto de Kalisz, que garante a segurança e as liberdades pessoais dos judeus e confere competência à jurisdição judaica, é promulgado por Boleslau, o Piedoso, Duque da Grande Polônia.
- 1276 — Papa João XXI é eleito Papa.
- 1331 — Estêvão Uresis se declara rei da Sérvia.
- 1380 — Batalha de Kulikovo: os russos, sob a liderança de Demétrio da Rússia, vencem os mongóis da Horda Azul, liderados por Mamai.
- 1423 — Os três burgos de Pamplona são unificados pelo Privilégio da União por Carlos III de Navarra.
- 1504 — Primeira exibição da estátua David, de Michelangelo na Piazza della Signoria, em Florença.
- 1514 — Batalha de Orsha: Em uma das maiores batalhas do século, lituanos e poloneses derrotam o exército russo.
- 1522 — Circunavegação de Magalhães–Elcano: Victoria chega a Sevilha, completando tecnicamente a primeira circunavegação.[1]
- 1551 — Fundação da cidade de Vitória pelo donatário da Capitania do Espírito Santo Vasco Fernandes Coutinho.
- 1565 — Os Cavaleiros de Malta levantam o cerco otomano de Malta que começou em 18 de maio.
- 1612 — A cidade de São Luís, capital do Maranhão, é fundada pelos oficiais franceses Daniel de la Touche e François de Rasilly.
- 1636 — Fundação da Universidade de Harvard, como a primeira instituição de ensino superior dos Estados Unidos.
- 1655 — Varsóvia cai sem resistência a uma pequena força sob o comando de Carlos X Gustavo da Suécia durante o Dilúvio, tornando-se a primeira vez que a cidade é capturada por um exército estrangeiro.
- 1664 — Os ingleses capturam a cidade de Nova Amsterdam dos holandeses e mudam o nome para Nova York.
- 1760 — Capitulação da Nova França (hoje Ontário e Quebeque) aos ingleses.
- 1761 — Casamento do rei Jorge III do Reino Unido com a duquesa Carlota de Mecklenburg-Strelitz.
- 1793
  - Primeiro Círio de Nossa Senhora de Nazaré, em Belém do Pará.
  - Guerras revolucionárias francesas: Batalha de Hondschoote.
- 1796 — Guerras revolucionárias francesas: Batalha de Bassano: as forças francesas derrotam as tropas austríacas em Bassano del Grappa.
- 1810 — O Tonquin zarpa do porto de Nova Iorque com 33 funcionários da recém-criada Pacific Fur Company de John Jacob Astor a bordo. Depois de uma viagem de seis meses, o navio chega à foz do rio Columbia e os homens de Astor fundam a cidade de Fort Astoria, no Oregon.
- 1813 — Na fase final da Guerra Peninsular, as tropas luso-britânicas capturam a cidade de Donostia (atual San Sebastián), resultando em um tumulto e eventual destruição da cidade.[2]
- 1831 — Guilherme IV e Adelaide de Saxe-Meiningen são coroados Rei e Rainha do Reino Unido da Grã-Bretanha e Irlanda.
- 1855 — Guerra da Crimeia: os franceses atacam a torre de Malakoff, levando à captura de Sebastopol.[3]
- 1888 — Em Londres, é encontrado o corpo da segunda vítima de Jack, o Estripador, Annie Chapman.
- 1892 — O Juramento de Fidelidade, que promete fidelidade à bandeira e à república dos Estados Unidos da América é recitado pela primeira vez.
- 1900 — Furacão Galveston: um poderoso furacão atinge Galveston, Texas, matando cerca de 8 000 pessoas.
- 1904 — Coroação da imagem de Nossa Senhora Aparecida.
- 1905 — O sismo de 7,2 Mw da Calábria sacode o sul da Itália com uma intensidade máxima Mercalli de XI (Extremo), matando entre 557 e 2 500 pessoas.
- 1915 — Pinheiro Machado, senador do Rio Grande do Sul, um dos políticos mais influentes da República Velha, é assassinado por Francisco Manso Paiva, no Rio de Janeiro.
- 1909 — O Tratado do Rio de Janeiro entre o Brasil e o Peru é assinado e estabelece as fronteiras atuais do estado do Acre.
- 1923 — Desastre em Honda Point: Nove destróieres da Marinha dos EUA encalham na costa da Califórnia. Sete estão perdidos e vinte e três marinheiros mortos.
- 1925 — Guerra do Rife: forças espanholas incluindo tropas da Legião Espanhola sob o comando do coronel Francisco Franco desembarcam em Al Hoceima, Marrocos.
- 1926 — A Alemanha é admitida na Liga das Nações.
- 1933 — Gazi tornou-se rei do Iraque.
- 1941 — Segunda Guerra Mundial: forças alemãs começam o cerco a Leningrado.
- 1943 — Segunda Guerra Mundial: o general dos Estados Unidos Dwight D. Eisenhower anuncia publicamente o armistício com a Itália.
- 1944 — Segunda Guerra Mundial: Londres é atingida por um foguete V-2 pela primeira vez.
- 1945 — A divisão da Coreia começa quando as tropas dos Estados Unidos chegam para dividir a parte sul da Coreia em resposta às tropas soviéticas ocupando a parte norte da península um mês antes.
- 1946 — O referendo abole a monarquia na Bulgária.
- 1954 — Criação da Organização do Tratado do Sudeste Asiático (SEATO).
- 1960 — Em Huntsville, Alabama, o presidente dos Estados Unidos, Dwight D. Eisenhower, inaugura formalmente o Centro de Voos Espaciais George C. Marshall (a NASA já havia ativado a instalação em 1 de julho).
- 1961 — Instalado o primeiro gabinete de governo, do primeiro-ministro Tancredo Neves, durante o período de governo parlamentar no Brasil República.
- 1966 — A famosa série de televisão de ficção científica americana Star Trek estreia com seu primeiro episódio, "The Man Trap".
- 1971 — Em Washington, D.C., é inaugurado o Centro de Artes Cênicas John F. Kennedy.
- 1974 — Caso Watergate: o presidente Gerald Ford dos Estados Unidos assina o perdão de Richard Nixon por qualquer crime que Nixon possa ter cometido enquanto esteve no cargo.
- 1976 — Tomada de posse do primeiro Governo Regional dos Açores, órgão executivo da Região Autónoma dos Açores, Portugal.
- 1978 — Sexta-feira Negra, um massacre de soldados contra manifestantes em Teerã, resulta em 700 a 3 000 mortes e marca o início do fim da monarquia no Irã.
- 1981 — A Guatemala rompe relações com o Reino Unido por causa da independência de Belize.
- 1988 — Pela primeira vez em sua história, o Parque Nacional de Yellowstone é fechado, em decorrência de uma série de incêndios.
- 1991 — A República da Macedônia se torna independente.
- 1994 — O voo USAir 427, em aproximação para o Aeroporto Internacional de Pittsburgh, cai repentinamente em tempo claro, matando todos as 132 pessoas a bordo.
- 2004 — A sonda espacial não tripulada Genesis da NASA aterrissa violentamente devido a uma falha na abertura de seu paraquedas.
- 2016 — A NASA lança o OSIRIS-REx, sua primeira missão de retorno de amostras de asteroides. A sonda visitará 101955 Bennu e deverá retornar com amostras em 2023.
- 2017 — Guerra Civil Síria: As Forças Democráticas Sírias (FDS) anunciam o início da campanha de Deir ez-Zor, com o objetivo declarado de eliminar o Estado Islâmico (EIIL) de todas as áreas ao norte e leste do Eufrates.[4]
- 2020 — O Google lança o Android 11.
- 2022 — Carlos, Príncipe de Gales torna-se rei do Reino Unido, ascendendo ao trono após a morte de sua mãe, a rainha Isabel II. A rainha morreu em sua propriedade Balmoral, na Escócia, após um reinado de mais de 70 anos. Carlos assumiu o nome de reinado Carlos III.
- 2023 — Um terramoto de magnitude de 6,8 na escala de magnitude de momento atinge o Marrocos, deixando mais de 2 mil mortos e milhares de feridos.

## Nascimentos

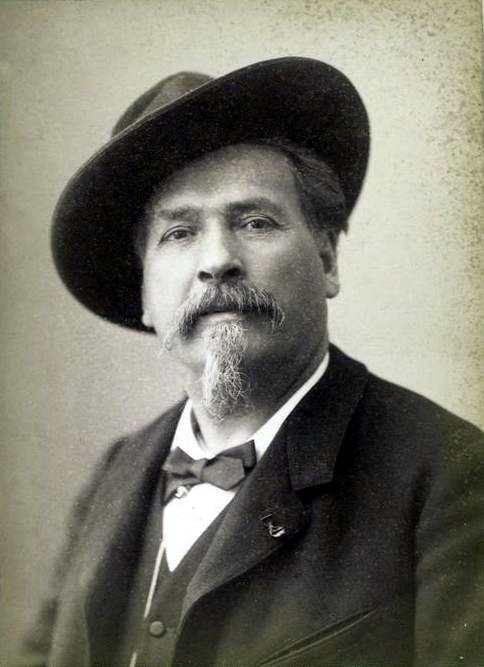
Frédéric Mistral

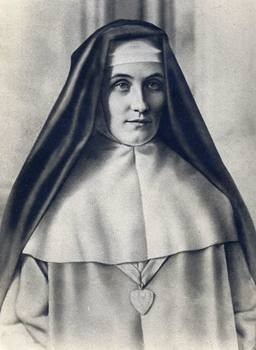
Maria do Divino Coração

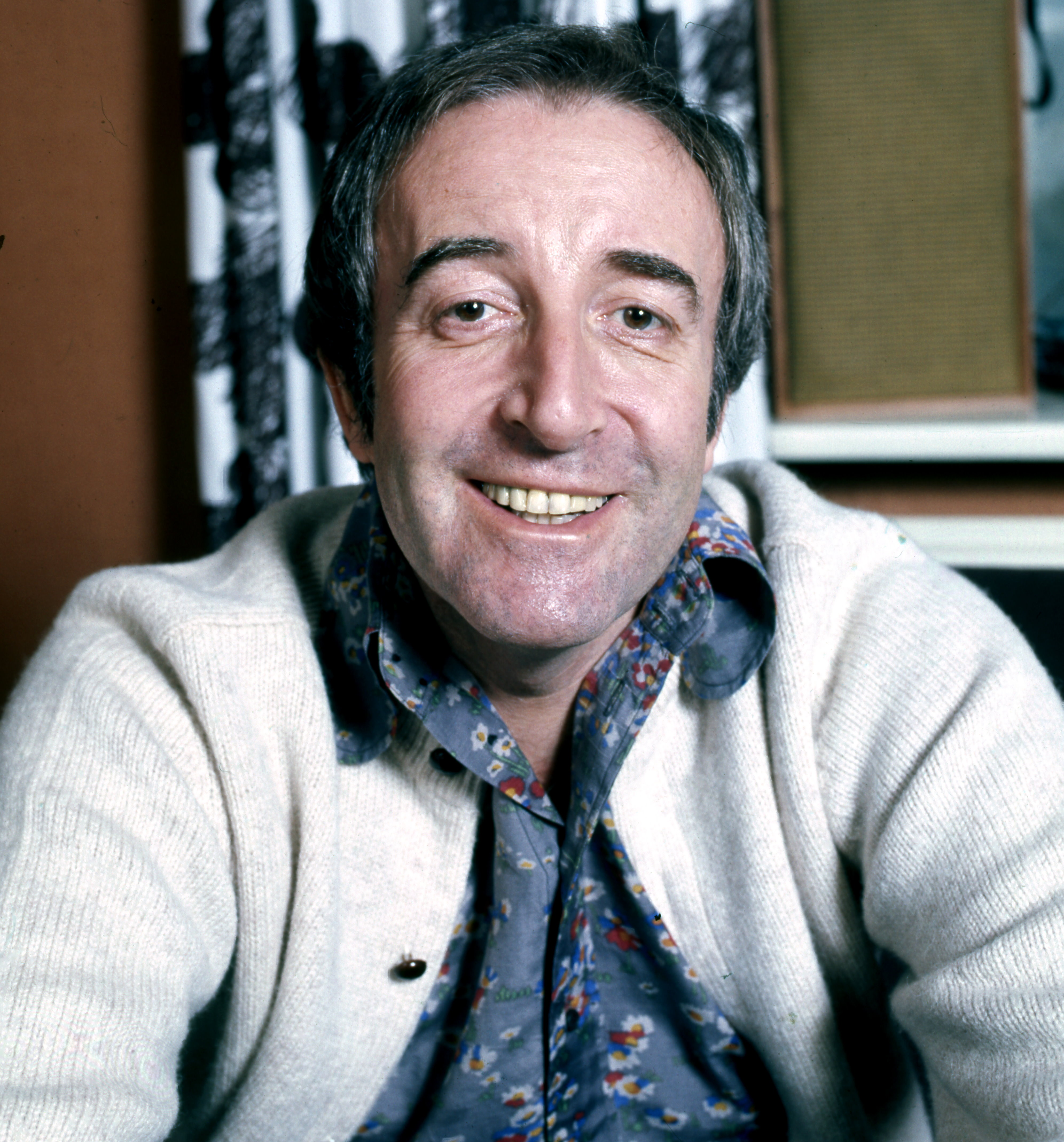
Peter Sellers

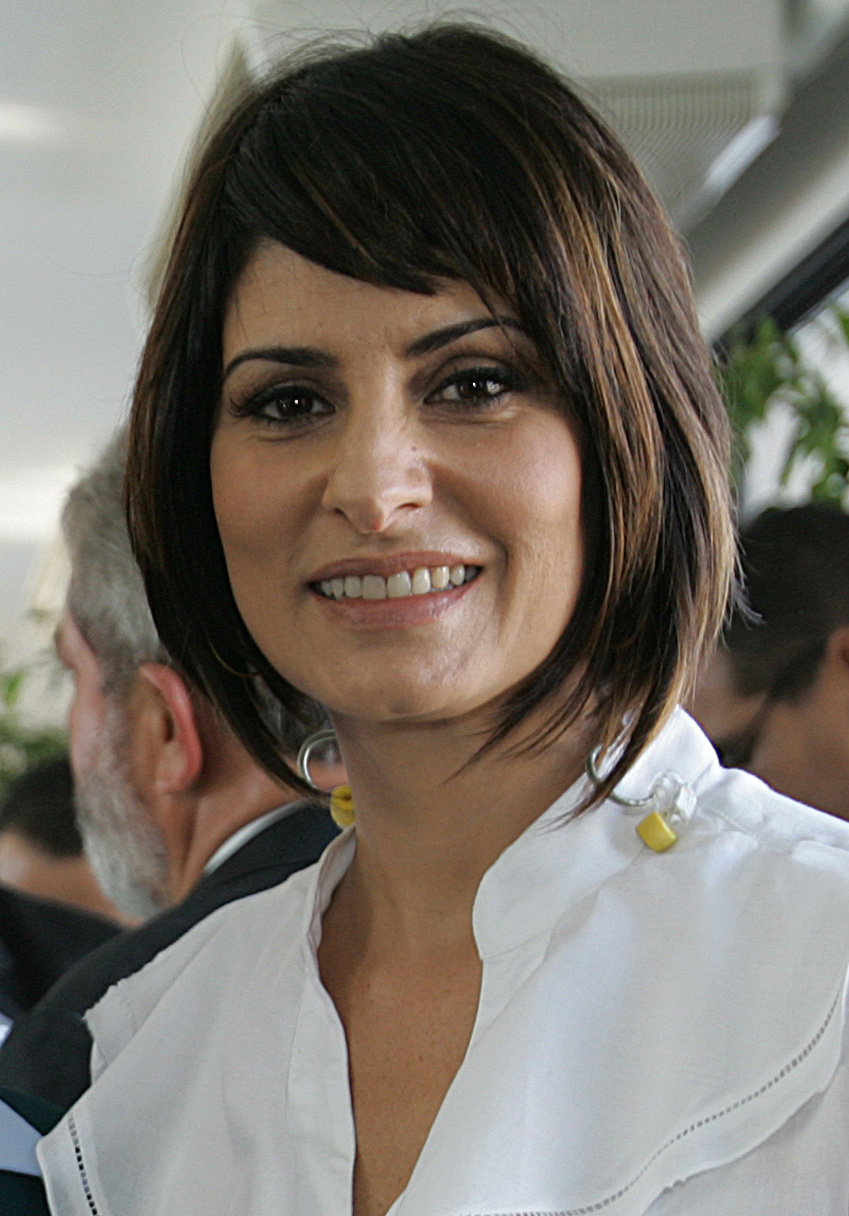
Fernanda Abreu

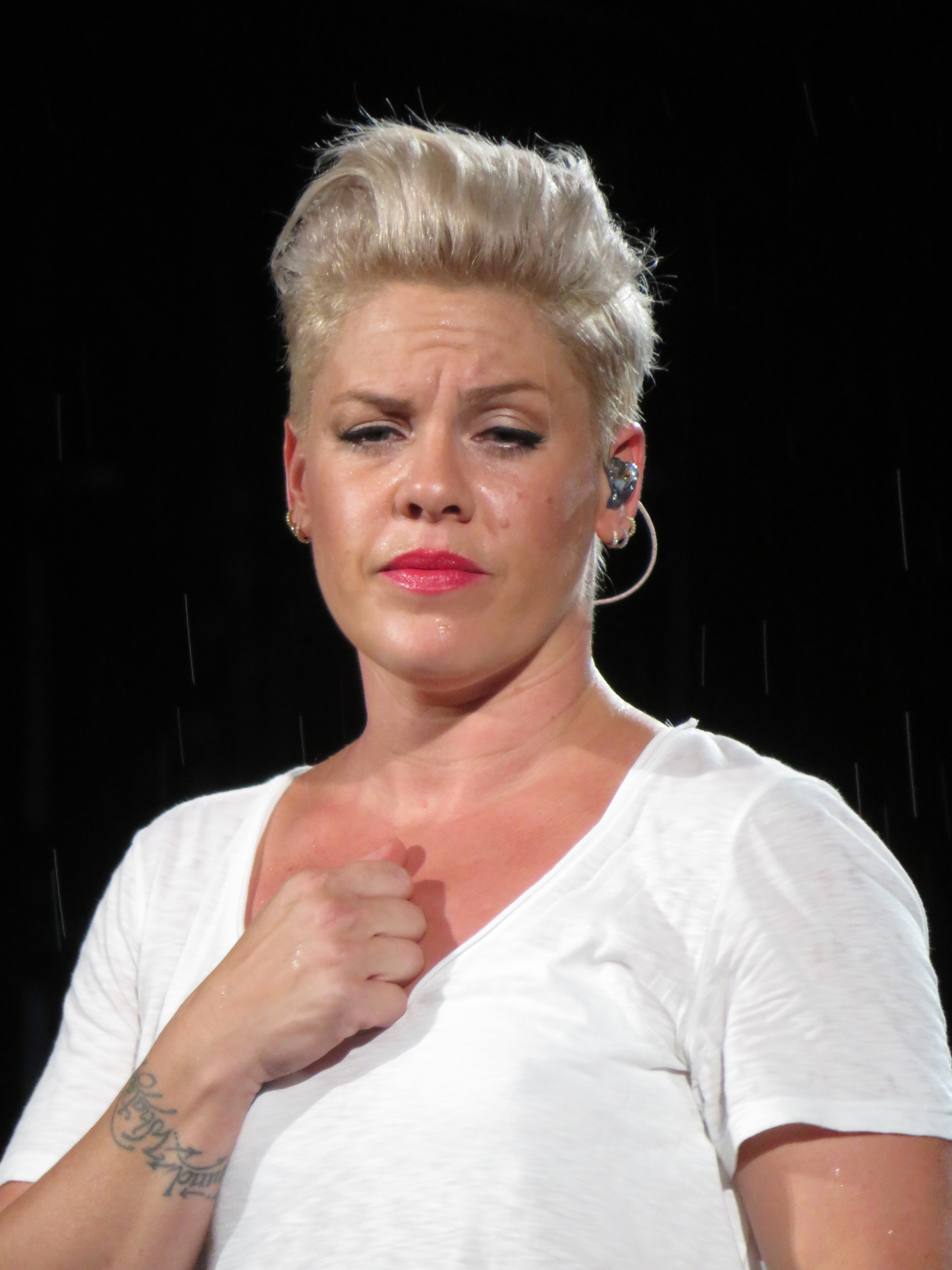
Pink

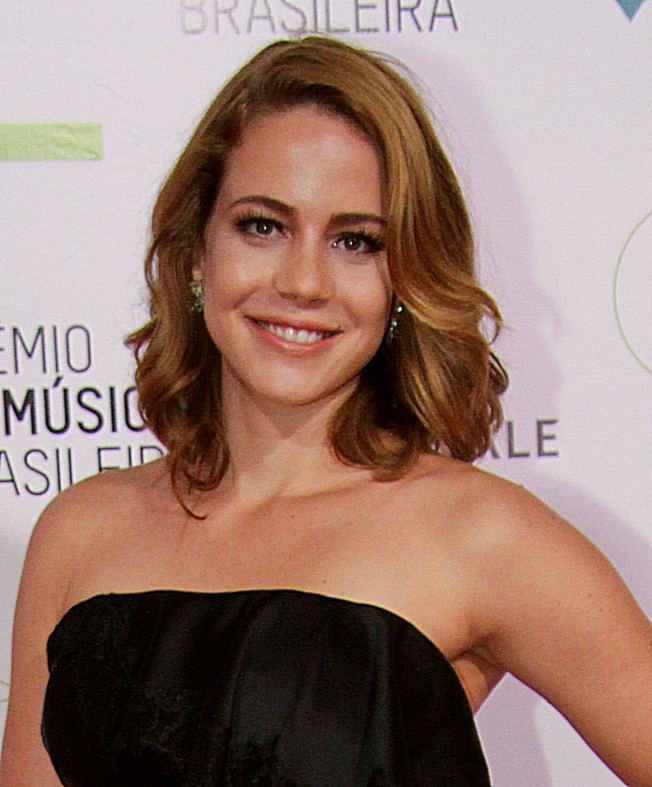
Leandra Leal

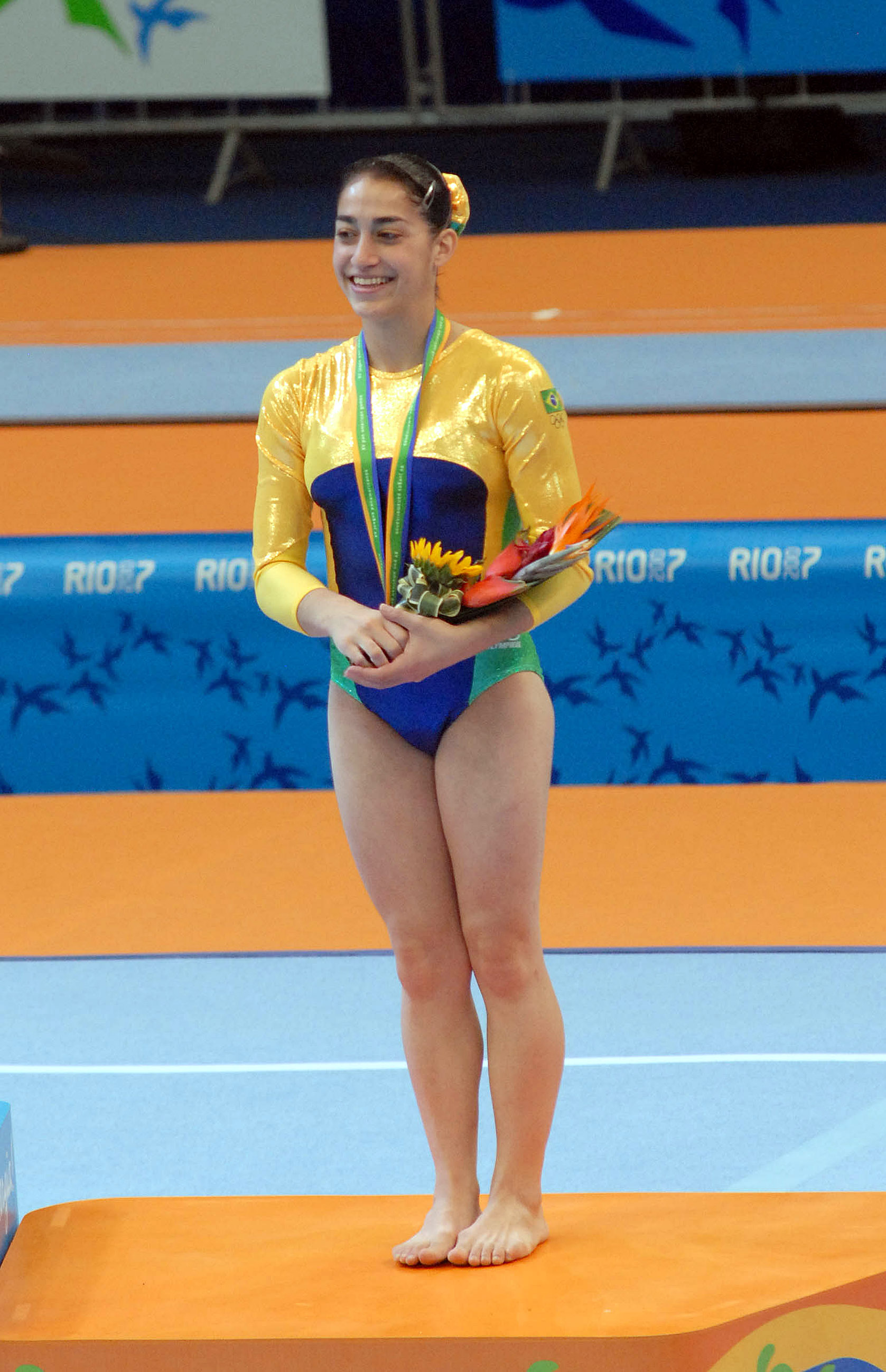
Daniele Hypólito

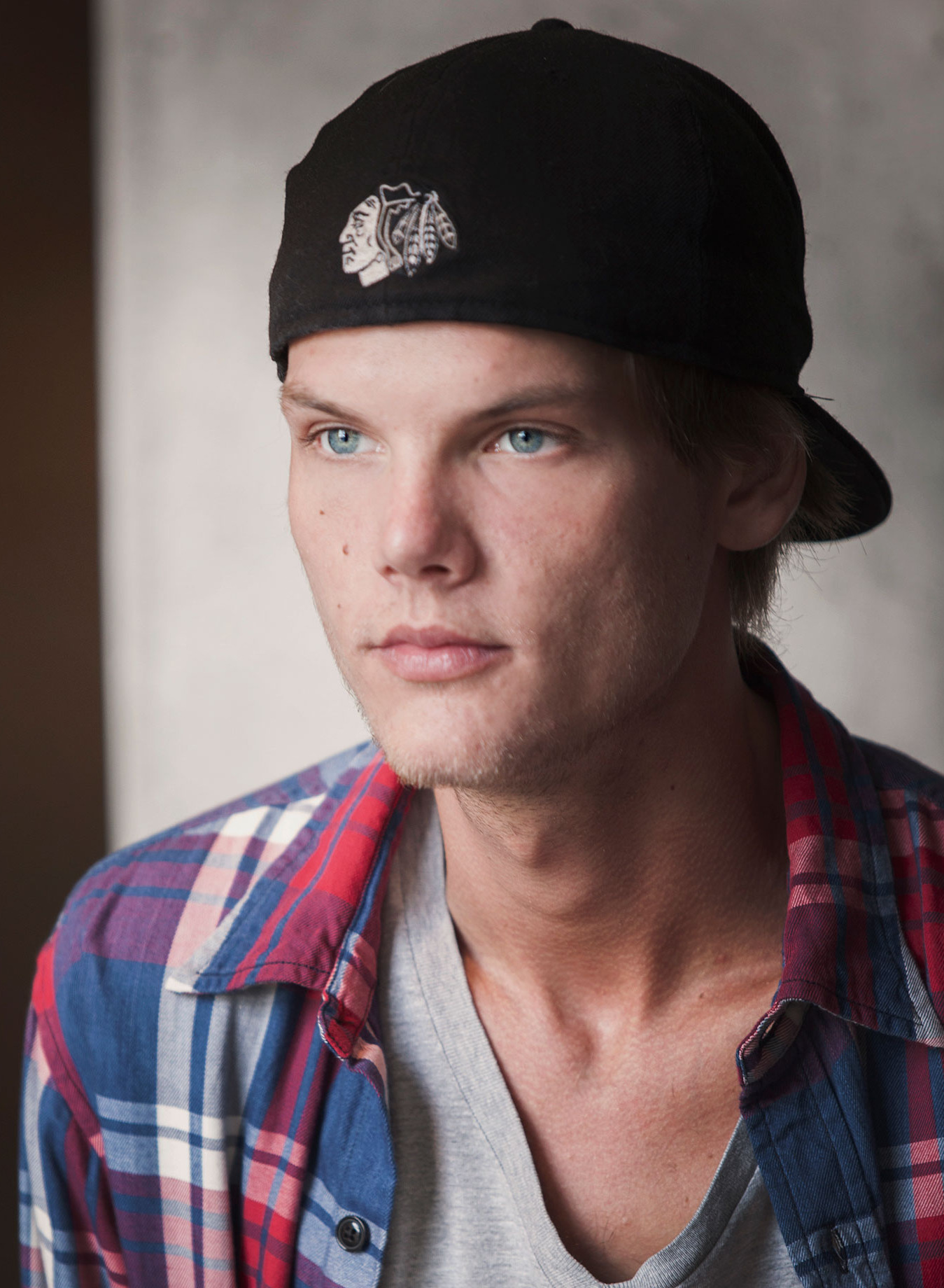
Avicii

### Anterior ao século XIX
- 0685 — Xuanzong de Tang, imperador da China (m. 762).
- 0801 — Ansgário, arcebispo e santo alemão (m. 865)
- 0828 — Ali ibne Maomé Alhadi, 10º dos Doze Imãs (m. 868)
- 1157 — Ricardo I de Inglaterra (m. 1199).
- 1209 — Sancho II de Portugal (m. 1248).
- 1271 — Carlos Martel de Anjou, nobre francês (m. 1295).
- 1380 — Bernardino de Siena, missionário franciscano e santo (m. 1444).
- 1413 — Catarina de Bolonha, escritora e santa italiana (m. 1463).
- 1474 — Ludovico Ariosto, poeta italiano (m. 1533).
- 1588 — Marin Mersenne, matemático francês (m. 1648).
- 1611 — João Frederico Gronóvio, estudioso e crítico alemão (m. 1671)
- 1621 — Luís II, Príncipe de Condé, general francês (m. 1686).
- 1644 — Manuel Luís Maldonado, historiador, sacerdote católico e militar português (m. 1711).
- 1672 — Nicolas de Grigny, organista e compositor francês (m. 1703).
- 1742 — Ozias Humphrey, pintor britânico (m. 1810).
- 1749
  - Maria Luísa, Princesa de Lamballe (m. 1792).
  - Yolande de Polastron, Duquesa de  Polignac, nobre francesa (m. 1793).
- 1753 — Xavier, Duque da Aquitânia (m. 1754).
- 1767 — August Schlegel, poeta alemão (m. 1845).
- 1779 — Mustafá IV, sultão otomano (m. 1808).
- 1787 — Abraham Cooper, pintor britânico (m. 1868).

### Século XIX
- 1803 — Léon Faucher, político francês (m. 1854).
- 1808 — Joaquim Antônio de Siqueira Torres, nobre brasileiro  (m. 1888).
- 1819 — Fontes Pereira de Melo, político português (m. 1887).
- 1828
  - Joshua Chamberlain, militar e político estadunidense (m. 1914).
  - George Crook, general estadunidense (m. 1890).
- 1830 — Frédéric Mistral, escritor francês (m. 1914).
- 1831 — Wilhelm Raabe, escritor alemão (m. 1910).
- 1839 — Gregorio Luperón, político dominicano (m. 1897).
- 1841
  - Charles J. Guiteau, jurista estadunidense (m. 1882).
  - Antonín Dvořák, compositor tcheco (m. 1904).
- 1848 — Viktor Meyer, químico alemão (m. 1897).
- 1852 — Gojong da Coreia (m. 1919).
- 1857 — Georg Michaelis, político alemão (m. 1936).
- 1863 — Maria do Divino Coração, nobre alemã, freira e santa católica (m. 1899).
- 1864 — Jakob von Uexküll, biólogo e filósofo estoniano (m. 1944).
- 1867 — Aleksandr Parvus, líder revolucionário russo (m. 1924).
- 1869 — José María Pino Suárez, político, advogado, jornalista e poeta mexicano (m. 1869).
- 1873 — Alfred Jarry, poeta e dramaturgo francês (m. 1907).
- 1886 — Siegfried Sassoon, poeta britânico (m. 1967).
- 1888 — Sinhô, compositor brasileiro (m. 1930).
- 1896 — Alves Reis, criminoso português (m. 1955).
- 1897
  - Jimmie Rodgers, cantor estadunidense (m. 1933).
  - Juan Natalicio González, político e jornalista paraguaio (m. 1966).

### Século XX

#### 1901–1950
- 1901 — Hendrik Frensch Verwoerd, político sul-africano (m. 1966).
- 1902 — Ruth Elder, atriz e aviadora norte-americana (m. 1977).
- 1904 — Karl Hessenberg, matemático e engenheiro alemão (m. 1959).
- 1906
  - Emília Rotter, patinadora artística húngara (m. 2003).
  - Denis de Rougemont, escritor e ambientalista suíço (m. 1985).
- 1907
  - Agenor Miranda, babalorixá e escritor brasileiro (m. 2004).
  - Jean Aerts, ciclista belga (m. 1992).
  - Philip Arthur Fisher, empresário e escritor norte-americano (m. 2004).
- 1909 — Max Blecher, poeta romeno (m. 1938).
- 1910 — Jean-Louis Barrault, ator e diretor de cinema francês (m. 1994).
- 1912 — Camillo de Jesus Lima, poeta brasileiro (m. 1975).
- 1914
  - José Mindlin, empresário e bibliófilo brasileiro (m. 2010).
  - Demétrio I de Constantinopla, patriarca ortodoxo turco (m. 1991).
- 1918 — Derek Barton, químico britânico (m. 1998).
- 1919 — Arthur C. Guyton, médico fisiologista americano (m. 2003).
- 1921 — Victor Razafimahatratra, religioso malgaxe (m. 1993).
- 1922
  - Héctor Rossetto, enxadrista argentino (m. 2009).
  - Natalia Meklin, aviadora ucraniana (m. 2005).
  - Sid Caesar, ator estadunidense (m. 2014).
- 1923 — Gussie Moran, tenista estadunidense (m. 2013).
- 1924 — Grace Metalious, escritora estadunidense (m. 1964).
- 1925 — Peter Sellers, ator britânico (m. 1980).
- 1926
  - Sergio Pininfarina, designer e político italiano (m. 2013).
  - Jayme Cortez, quadrinista português (m. 1987).
- 1930
  - Jeannette Altwegg, patinadora artística britânica (m. 2021).
  - Nguyễn Cao Kỳ, político e militar vietnamita (m. 2010).
- 1932 — Patsy Cline, cantora norte-americana (m. 1963).
- 1933 — Marcel Vonlanthen, ex-futebolista suíço.
- 1934
  - Hans Weber, futebolista suíço (m. 1965).
  - Peter Maxwell Davies, compositor, maestro e pianista britânico (m. 2016).
- 1935
  - Teddy Mayer, empresário estadunidense (m. 2009).
  - Teresa Silva Carvalho, cantora portuguesa (m. 2023).
- 1938 — José Torres, futebolista e treinador de futebol português (m. 2010).
- 1939 — José Murilo de Carvalho, historiador e cientista político brasileiro (m. 2023).
- 1941
  - Bernie Sanders, político estadunidense.
  - Christopher Connelly, ator estadunidense (m. 1988).
  - Dan Coe, futebolista romeno (m. 1981).
- 1942 — Brian Cole, músico estadunidense (m. 1972).
- 1945
  - Kelly Groucutt, músico britânico (m. 2009).
  - Ron McKernan, músico norte-americano (m. 1973).
- 1946 — Aziz Sancar, geneticista turco.
- 1947
  - Halldór Ásgrímsson, político islandês (m. 2015).
  - Célia, cantora brasileira (m. 2017).
  - Benjamin Orr, cantor e compositor estadunidense (m. 2000).
  - Jean-Michel Larqué, ex-futebolista e treinador de futebol francês.
  - Frank Ganzera, ex-futebolista alemão.
- 1948
  - Michael Hague, ilustrador estadunidense.
  - Jean-Pierre Monseré, ciclista belga (m. 1971).
- 1950
  - James Mattis, militar estadunidense.
  - Michael Simpson, político norte-americano.

#### 1951–2000
- 1951 — Tom Gullikson, ex-tenista estadunidense.
- 1952
  - Paulo Betti, ator brasileiro.
  - David R. Ellis, diretor e dublê norte-americano (m. 2013).
- 1953 — Stu Ungar, jogador de pôquer estadunidense (m. 1998).
- 1955 — Julian Richings, ator britânico.
- 1956
  - Stefan Johansson, automobilista sueco.
  - Jacky Munaron, ex-futebolista belga.
- 1957
  - Heather Thomas, atriz e escritora estadunidense.
  - Ricardo Montaner, cantor e compositor venezuelano.
- 1960
  - Aguri Suzuki, ex-automobilista japonês.
  - Stefano Casiraghi, empresário ítalo-monegasco (m. 1990).
- 1961 — Fernanda Abreu, cantora e compositora brasileira.
- 1962 — Thomas Kretschmann, ator alemão.
- 1963
  - Li Ning, ex-ginasta chinês.
  - Adriano Samaniego, ex-futebolista paraguaio.
  - Alexandros Alexiou, ex-futebolista grego.
  - Rob de Wit, ex-futebolista neerlandês.
- 1964 — Scott Levy, lutador profissional norte-americano.
- 1965 — Darlene Zschech, cantora australiana.
- 1966
  - Carola Häggkvist, cantora sueca.
  - Jürg Studer, ex-futebolista suíço.
- 1967
  - Kimberly Peirce, cineasta, roteirista e produtora estadunidense.
  - Brian Wellman, ex-atleta de salto triplo bermudense.
- 1969
  - Lars Bohinen, ex-futebolista norueguês.
  - Oswaldo Ibarra, ex-futebolista equatoriano.
  - Chris Powell, ex-futebolista e treinador de futebol britânico.
  - Gary Speed, futebolista e treinador de futebol britânico (m. 2011).
  - Eusebio Di Francesco, ex-futebolista e treinador de futebol italiano.
- 1970
  - Cristina Mortágua, modelo brasileira.
  - Benny Ibarra, ator e cantor mexicano.
  - Mark Watson, ex-futebolista canadense.
- 1971
  - David Arquette, ator estadunidense.
  - Brooke Burke, modelo e atriz estadunidense.
  - Željko Cicović, ex-futebolista sérvio.
  - Richie Spice, cantor jamaicano.
  - Simone Pontello, ex-jogadora de basquete brasileira.
  - Dustin O'Halloran, músico e compositor estadunidense.
  - Martin Freeman, ator britânico.
- 1972
  - Markus Babbel, ex-futebolista e treinador de futebol alemão.
  - Roots Manuva, rapper britânico.
  - Ioamnet Quintero, ex-atleta de salto em altura cubana.
- 1973
  - Khamis Al-Owairan, futebolista saudita (m. 2020).
  - María Eugenia Vidal, política argentina.
  - José Pereda, ex-futebolista peruano.
- 1974
  - Yaw Preko, ex-futebolista ganês.
  - Tuca Vieira, fotógrafo brasileiro.
- 1975 — Richard David Hughes, músico britânico.
- 1976
  - Sjeng Schalken, ex-tenista neerlandês.
  - Jervis Drummond, ex-futebolista costarriquenho.
  - Roman Sharonov, ex-futebolista e treinador de futebol russo.
  - Renán Calle, ex-futebolista equatoriano.
- 1978 — Alicia Rhodes, atriz britânica.
- 1979
  - Péter Lékó, enxadrista húngaro.
  - Pink, cantora estadunidense.
  - André Jardine, treinador de futebol brasileiro.
  - Frederik Willems, ex-ciclista belga.
- 1980
  - Slim Thug, rapper norte-americano.
  - Mbulaeni Mulaudzi, meio-fundista sul-africano (m. 2014).
- 1981
  - Selim Benachour, ex-futebolista e treinador de futebol tunisiano.
  - Morten Gamst Pedersen, futebolista norueguês.
  - Lanna Rodrigues, cantora brasileira.
  - Jonathan Taylor Thomas, ator norte-americano.
- 1982 — Leandra Leal, atriz brasileira.
- 1983
  - Diego Benaglio, ex-futebolista suíço.
  - Luciano Sorriso, ex-futebolista brasileiro.
- 1984
  - Daniele Hypólito, ex-ginasta brasileira.
  - Vitaly Petrov, ex-automobilista russo.
  - Peter Whittingham, futebolista britânico (m. 2020).
- 1985 — Tomasz Jodłowiec, futebolista polonês.
- 1986
  - João Moutinho, futebolista português.
  - Kirill Nababkin, futebolista russo.
  - Carlos Bacca, futebolista colombiano.
- 1987
  - Fany Georguleas, atriz brasileira.
  - Víctor Sánchez, ex-futebolista espanhol.
  - Marcel Nguyen, ginasta alemão.
  - Edson Mexer, futebolista moçambicano.
  - Wiz Khalifa, rapper estadunidense.
  - Onur Dogan, futebolista turco-taiwanês.
  - Illya Marchenko, tenista ucraniano.
- 1988
  - Licá, futebolista português.
  - Maxime Barthelmé, futebolista francês.
  - Roy van den Berg, ciclista neerlandês.
- 1989
  - Tabaré Viudez, futebolista uruguaio.
  - Avicii, DJ e produtor musical sueco (m. 2018).
  - Josephine Henning, futebolista alemã.
  - Sergio Manoel, futebolista brasileiro (m. 2016).
- 1990
  - Tokelo Rantie, futebolista sul-africano.
  - Victor Rangel, futebolista brasileiro.
- 1991 — Park So-dam, atriz sul-coreana.
- 1992
  - Bernard, futebolista brasileiro.
  - Jay McCarthy, ex-ciclista australiano.
- 1993
  - Magdalena Ericsson, futebolista sueca.
  - Braian Toledo, atleta de lançamento de dardo argentino (m. 2020).
  - Tamara de Sousa, heptatleta brasileira.
- 1994
  - Yassine Benzia, futebolista argelino.
  - Ryan Camenzuli, futebolista maltês.
  - Bruno Fernandes, futebolista português.
  - Cameron Dallas, youtuber, viner e modelo estadunidense.
- 1995
  - Ellie Black, ginasta canadense.
  - Julian Weigl, futebolista alemão.
- 1996
  - Tim Gajser, motociclista esloveno.
  - Samy Mmaee, futebolista marroquino.
- 1998
  - Cássio Ramos, ator brasileiro.
  - Alessio Lorandi, automobilista italiano.
- 1999 — Patrick de Paula, futebolista brasileiro.
- 2000 — Matheuzinho, futebolista brasileiro.

### Século XXI
- 2001 — Remo Forrer, cantor suíço.
- 2002 — Gaten Matarazzo, ator estadunidense.

## Mortes

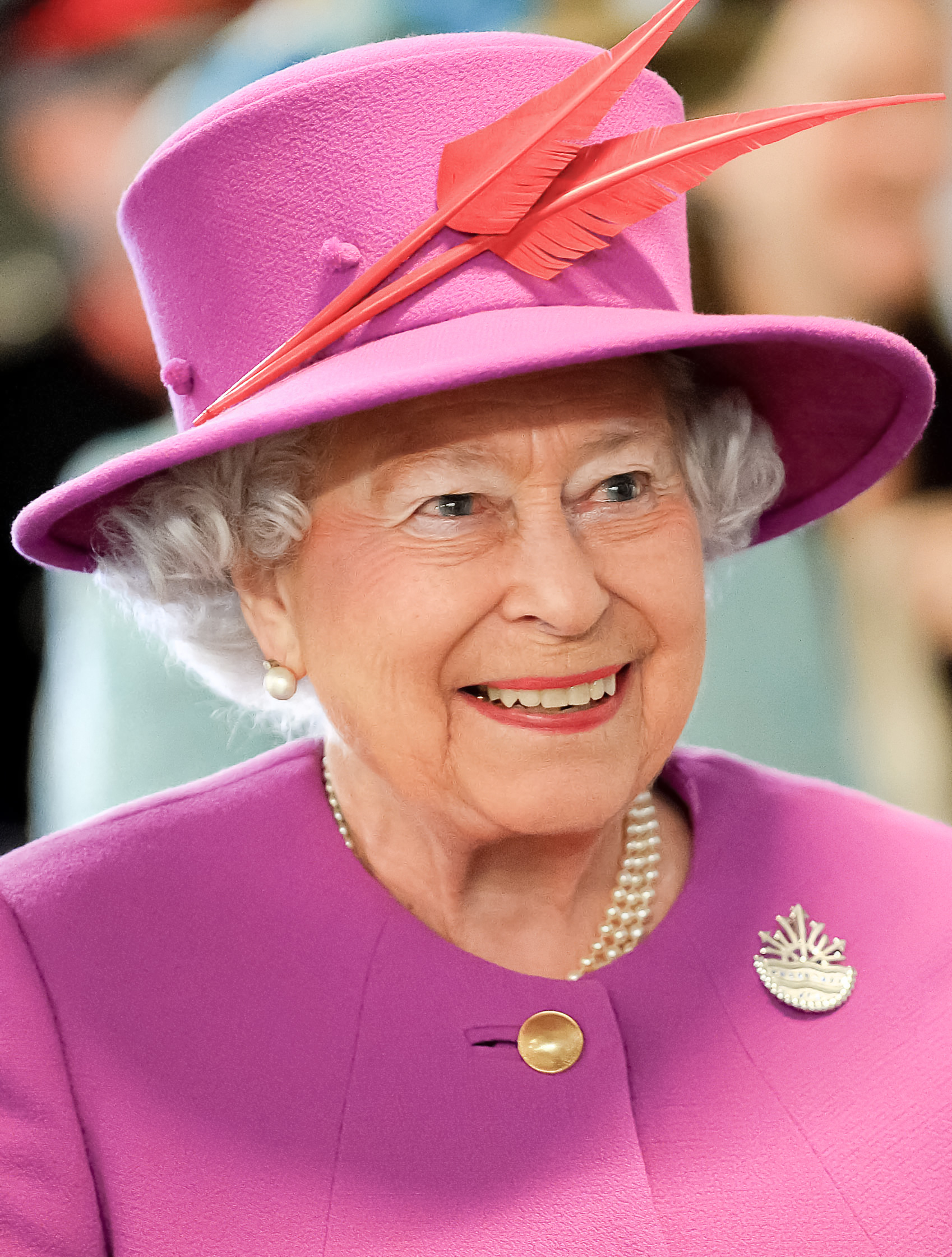
Isabel II do Reino Unido

Louise Currie

### Anterior ao século XIX
- 0394 — Arbogasto, general franco
- 0701 — Papa Sérgio I (n. 687).
- 0780 — Leão IV, o Cazar, imperador bizantino (n. 750).
- 1100 — Antipapa Clemente VII (n. 1029).
- 1397 — Tomás de Woodstock, duque de Gloucester (n. 1355).
- 1425 — Carlos III, Rei de Navarra (n. 1361).
- 1475 — Alano da Rocha, religioso católico bretão (n. 1428).
- 1555 — Tomás de Vilanova, arcebispo de Valência (n. 1488).
- 1560 — Amy Robsart, nobre inglesa (n. 1532).
- 1645 — Francisco de Quevedo, escritor espanhol (n. 1580).
- 1654 — Pedro Claver, santo missionário jesuíta espanhol (n. 1580).
- 1721 — Henri Arnaud, religioso francês (n. 1641).

### Século XIX
- 1811 — Peter Simon Pallas, zoólogo alemão (n. 1741).
- 1894 — Hermann von Helmholtz, médico e físico alemão (n. 1821).

### Século XX
- 1915 — Pinheiro Machado, político brasileiro (n. 1851).
- 1919 — Zélia Pedreira Abreu Magalhães, religiosa brasileira (n. 1857).
- 1949 — Richard Strauss, compositor e maestro alemão (n. 1864).
- 1965 — Hermann Staudinger, químico alemão (n. 1881).
- 1970 — Percy Spencer, inventor americano (n. 1894).
- 1980 — Willard Frank Libby, químico estadunidense (n. 1908).
- 1981 — Hideki Yukawa, físico japonês (n. 1907).
- 1991 — Brad Davis, ator estadunidense (n. ?).
- 1997 — Raul Roulien, ator brasileiro (n. 1905).

### Século XXI
- 2002
  - Lucas Moreira Neves, cardeal brasileiro (n. 1925).
  - Nélia Paula, atriz, vedete e humorista brasileira (n. 1930).
- 2003 — Leni Riefenstahl, cineasta alemã (n. 1902).
- 2005 — Maria Lúcia Medeiros, escritora brasileira (n. 1942).
- 2010 — Israel Tal, militar israelense (n. 1924).
- 2011 — Marcos Plonka, ator e humorista brasileiro (n. 1939).
- 2013 — Louise Currie, atriz estadunidense (n. 1913)
- 2016 — Prince Buster, músico jamaicano (n. 1938).
- 2020 — Vicente Jorge Silva, jornalista português (n. 1945).
- 2022 — Isabel II, rainha do Reino Unido e seus outros reinos (n. 1926).

## Feriados e eventos cíclicos

### Internacional
- Dia Mundial da Alfabetização (ONU)
- Dia Mundial de Conscientização e Divulgação da Fibrose Cística (OMS)
- Dia Mundial da Fisioterapia

### Macedónia
- Independência da Macedónia (1991).

### Andorra
- Dia da independência (1278).

### Portugal
- Natividade de Nossa Senhora:
  - Feriado Municipal no concelho de Lagoa — Nossa Senhora da Luz.
  - Feriado Municipal no concelho de Lamego — Nossa Senhora dos Remédios.
  - Feriado Municipal no concelho de Mangualde — Nossa Senhora do Castelo.
  - Feriado Municipal no concelho de Marco de Canaveses — Nossa Senhora do Castelinho.
  - Feriado Municipal no concelho de Marvão — Nossa Senhora da Estrela.
  - Feriado Municipal no concelho de Montemor-o-Velho — Nossa Senhora da Vitória.
  - Feriado Municipal no concelho de Murtosa — Nossa Senhora da Natividade.
  - Feriado Municipal no concelho de Nazaré — Nossa Senhora das Areias (ou da Nazaré).
  - Feriado Municipal no concelho de Odemira — Nossa Senhora da Piedade.
  - Feriado Municipal no concelho de Ourique — Nossa Senhora da Cola.
  - Feriado Municipal no concelho de Sabrosa — Nossa Senhora do Rosário.
  - Feriado Municipal no concelho de Ponta do Sol (Madeira) — Nossa Senhora da Luz.

### Brasil
- Dia Nacional de Luta por Medicamentos
- Dia Nacional do Terço dos Homens
- Feriados
  - Feriado local na cidade de Umirim - Ceará, Festa de Nossa Senhora da Natividade.
  - Feriado local na cidade de Juazeiro - Bahia - Dia da Padroeira Nossa Senhora das Grotas
  - Feriado local na cidade de Estância Velha - Rio Grande do Sul - Aniversário de Emancipação da cidade (1959)
  - Feriado local na cidade de Dom Pedro - Maranhão - Festa da Padroeira - Nossa Senhora de Nazaré
  - Feriado local na cidade de Bilac — São Paulo,
  - Feriado local na cidade de Mangaratiba — Rio de Janeiro,

Festa da Natividade de Nossa Senhora.
- - Feriado local na cidade de São Luís — Maranhão — Aniversário da cidade.
  - Feriado local na cidade de Bom Sucesso (Minas Gerais).
  - Feriado local na cidade de Curitiba — Paraná, dia da padroeira, Nossa Senhora da Luz.
  - Feriado local na Cidades de Descalvado — Mogi Guaçu São Paulo.
  - Feriado local na cidade de Mafra (Santa Catarina) — Santa Catarina.
  - Feriado local na cidade de Morretes — Paraná, dia da padroeira, Nossa Senhora do Porto.
  - Feriado local na cidade de Lagarto (Sergipe).
  - Feriado local na cidade de Saúde — Bahia.
  - Feriado Municipal da capital Vitória - Espírito Santo — Aniversário de fundação da cidade (1551)
  - Feriado Municipal de Caculé — Bahia — Dia do Padroeiro Sagrado Coração de Jesus.
  - Feriado municipal da Padroeira Nsa. Sra. do Belém - Itatiba — São Paulo.
  - Feriado municipal da Padroeira Nossa Senhora das Brotas — Lindoia — São Paulo.
  - Feriado municipal da Padroeira Nossa Senhora das Brotas — Tabuleiro do Norte — Ceará
  - Feriado municipal da Padroeira Nossa Senhora de Nazaré — Saquarema — Rio de Janeiro.
  - Feriado municipal da Padroeira Nossa Senhora da Vitória — Santa Maria da Vitória — Bahia.
  - Feriado municipal da Padroeira Nossa Senhora da Penha — Serra Talhada — Pernambuco.
  - Feriado municipal da Padroeira Nossa Senhora do Monte Serrat — Santos — São Paulo.
  - Feriado municipal da Padroeira Nossa Senhora do Monte Serrat — Salto (São Paulo).
  - Feriado municipal da Padroeira Nossa Senhora dos Remédios — Sousa — Paraíba.
  - Feriado municipal da Padroeira Nossa Senhora Mãe da Divina Graça (Nossa Senhora da Graça) em Parnaíba — Piauí.
  - Feriado municipal da Padroeira Nossa Senhora da Boa Esperança em Esperantina — Piauí
  - Feriado na cidade de Porto Seguro — Bahia, dia da padroeira - Nossa Senhora da Pena.
  - Feriado na cidade de Buritis (Minas Gerais) — Minas Gerais, dia da padroeira - Nossa Senhora da Pena.
  - Feriado municipal, dia da padroeira, Nossa Senhora da Graça — São Francisco do Sul — Santa Catarina
  - Feriado municipal, dia da padroeira, Nossa Senhora da Penha — Itapira — São Paulo
  - Feriado municipal, dia da padroeira, Nossa Senhora da Piedade - Lagoa Formosa — Minas Gerais
  - Feriado Local nas cidades de: Santos, Cotia e Salto — cidades do Estado de São Paulo (estado) — Brasil.
- Dia de Nossa Senhora da Penha de França - Padroeira da cidade de São Paulo e da cidade de Itapira-SP
- Padroeira do Estado do Tocantins Nossa Senhora da Natividade — Tocantins
- 1910 — Fundação da cidade de Mirassol — São Paulo.
- 1959 — Fundação da cidade de Estância Velha — Rio Grande do Sul.
- 1560 — Fundação da cidade de Itaquaquecetuba — São Paulo.
- 1551 — Fundação da cidade de Vitória — Espírito Santo.
- 1612 — Fundação da cidade de São Luis — Maranhão.
- 1736 — Fundação do município de Bom Sucesso (Minas Gerais) — Minas Gerais.
- 1907 — Fundação do município de Exu (Pernambuco).

### Cristianismo
- Alano da Rocha
- Corbiniano
- Disibodo
- Natividade de Nossa Senhora
  - Nossa Senhora da Caridade do Cobre
  - Nossa Senhora do Monte Serrat
  - Nossa Senhora de Nazaré
  - Nossa Senhora da Pena
  - Nossa Senhora do Porto
  - Nossa Senhora da Saúde
- Papa Sérgio I

## Outros calendários
- No calendário romano era o 6.º dia (VI) antes dos idos de setembro.
- No calendário litúrgico tem a letra dominical F para o dia da semana.
- No calendário gregoriano a epacta do dia é xvi.